# Dhaka
Dhaka (prethodno Dacca; bengalski: ঢাকা), s populacijom od 12.295.728 stanovnika (2007.), je glavni grad Bangladeša.
Smještena je na rijeci Burigangi u srcu bengalske delte. Procjenjuje se da računajući okolicu Dhaka ima više od 15 000 000 stanovnika, čime je najveći grad u Bangladešu i jedan od najmnogoljudnijih gradova svijeta. Spada među najveće gradove južne Azije. Poznata je i kao "grad džamija", s 400 000 rikši koje svakodnevno prometuju po gradu, grad je opisan kao svjetska prijestolnica rikši. Dhaka je također jedan od najgušće naseljenih gradova svijeta.
Dhaka je sjedište vlade Bangladeša. Igra ključnu ulogu u bangladeškom gospodarstvu zajedno s lučkim gradom Chittagongom. Dhaka predstavlja političko, kulturno i znanstveno središte države. Mjesto je gdje se nalaze najpoznatija nacionalna obilježja, uključujući Jatiyo Sangshad Bhaban, Sveučilište u Dhaki (nekad poznato pod nadimkom Oxford istoka), ratni oslobodilački muzej, Nacionalni muzej Bangladeša, Shaheed Minar i utvrda Lalbagh.

Posljednjih godina, Dhaka je doživjela golem priljev stanovništva iz raznih dijelova države, što je dovelo do jednog od najbrže rastućih metropolitanskih područja svijeta. Grad privlači i velika stran ulaganja i trgovinu, a svjedoči i osuvremenjivanju prometa i veza, osobito gradskoga metroa i uzdignute gradske željeznice koja je u izgradnji. Međutim, grad je suočen i sa stalnim teškoćama glede prometnih gužvi, siromaštva, prenaseljenosti i onečišćenja.

## Ime
Riječ Dhaka povezuje se s imenom dhaka drveta (lat. Butea monosperma) koje je nekad bilo vrlo često u tom području, dok drugi izvori navode podrijetlo imena od glazbala dhak ili dhaki (beng. ঢাক), velikog udaračkog glazbala iz južne Azije koje su navodno rabili tijekom ceremonije proglašenja prijestolnice 1610. godine po naređenju mogulskog generala subahdara Islam kana I. Naziv Dhaka bi također mogao potjecati i od Dhakeshwari (skrivena božica). Ona je 800 godina staro božanstvo Božanske majke, čiji se hram nalazi u jugozapadnom dijelu grada.
 Neki izvori navode da je riječ izvedena iz riječi prakritskog dijalekta dhaka bhasa ili samo dhakka, spomenutoj u drevnoj kronici Rajtarangini kao izviđačka ili promatračka postaja, ili je to zapravo Davaka spomenuta u natpisu na stupu u Allahabadu kao istočna granica carstva.

## Povijest
Postojanje naselja na području današnje Dhake može se pratiti sve od 7. stoljeća. Malim područjem oko Dhake vladalo je budističko kraljevstvo Kamarupa i carstvo Pala prije nego što je prešlo u vlast hiduističke dinastije Sena u 9. stoljeću. Sam grad se sastojao od nekoliko trgovačkih žarišta kao što su Lakshmi Bazar, Shankhari Bazar, Tanti Bazar, Patuatuli, Kumartuli, Bania Nagar i Goal Nagar. Nakon propasti carstva Sena, Dhakom je uspješno upravljao sultanat Bengal kao i povremena vlast sultanata Delhi.
Veći dio Bengala 1576. godine došao je pod vlast Mogulskog Carstva. U to doba Dhaka je bila mogulska vojna baza, a prije toga Chittagong je bio vodeći grad Bengala. Razvoj infrastrukture i broja kuća doveo je do znatnog porasta stanovništva, pa je grad proglašen prijestolnicom Bengala pod mogulskom vlašću 1608. godine. Tada su izgrađene su brojne džamije, utvrde i škole, a muslimani su izuzeti od plaćanja poreza što je pružilo priliku mnogim muslimanima iz okolnih krajeva doseliti te je tako od naselja postupno nastao veliki grad. Dhaka je od tog vremena više poznata kao prijestolnica nego kao utvrda ili naselje. Mogulski zapisi navode subahdara Islam Kana I. kao prvog upravnika grada. Islam Kan je gradu dao ime "Jahangir Nagar" (شهر از جهانگیر; grad Jahangira), ali je to ime odbačeno vrlo brzo nakon Jahngirove smrti. Veliko proširenje grada zbilo se pod upravom generala Shaista kana po naredbi cara Aurangzeba u 17. stoljeću. Veličina grada je tada iznosila 19 puta 13 kilometara, a broj stanovnika dostigao je gotovo milijun s preko 100 škola i nekoliko stotina džamija. Mogulski utjecaj je znatno oslabio nakon smrti Aurangzeba, a nadzor nad Bengalom ponovno je prešao u druge ruke. Međutim, i danas je utjecaj mogulskog širenja vidljiv u cijelom području Dhake, a pod njihovom vlašću islam je prevladao. Utvrda Lalbagh (beng. লালবাগ কেল্লা) (također i utvrda Aurangabad) je nedovršeni mogulski kompleks utvrda iz 17. stoljeća u Dhaki. Njenu izgradnju je započeo 1678. mogulski subahdar Muhammed Azam šah, sin cara Aurangzeba, koji je i sam kasnije postao mogulski car.
Britanska istočnoindijska kompanija je 1765. dobila pravo prikupljati prihod (Diwani pravo) u ime mogulskog cara. Istočnoindijska kompanija time je postala prikupljač carskih poreza. Kako je utjecaj kompanije rastao, ona je kasnije 1793. preuzela upravu kada su bengalski namjesnici bili prinuđeni istočnoindijskoj kompaniji prepustiti potpuni nadzor nad Bengalom, Biharom i Odishom. Broj stanovnika je naglo opao u ovom razdoblju kako je rastao ugled Kolkate, ali je kasnije ipak uslijedio stalni razvoj i osuvremenjivanje. Sustav suvremene javne opskrbe vodom uveden je 1874., a napajanje grada električnom energijom počelo je 1878. godine. U blizini grada osnovan je Dhaka kantonment kao vojna baza za britanske i bengalske vojnike. Nakon podjela britanske Indije 1947. godine, Dhaka je postala glavni grad Istočnog Pakistana. Grad je bio svjedok velikim građanskim nemirima nakon podjele Indije. Veliki udio hinduističkog stanovništva iz grada je odselio u Indiju, dok je istodobno doselio veliki broj muslimana iz Indije. Kao središte regionalne politike, Dhaka je doživjela povećan broj političkih nemira i slučajeva nasilja. Prihvaćanje urdua kao jedinoga službenog jezika u Pakistanu dovelo je do organiziranja masovnih prosvjeda. Poznati i kao pokret za bengalski jezik, prosvjedi su ishodovali pucnjavom od strane pakistanske policije s nekoliko smrtnih slučajeva. Jedna od najvećih katastrofa koju je grad pretrpio bio je tajfun Bhola 1970. godine kada je poginulo gotovo 500 000 ljudi. Više od pola grada je bilo pod vodom, a milijuni ljudi su ostali bez domova.

## Geografija
Dhaka se nalazi u središnjem Bangladešu na geografskim koordinatama 23°42′0″N 90°22′30″E / 23.70000°N 90.37500°E, na istočnoj, lijevoj obali rijeke Burigange. Grad se nalazi u donjem toku delte Gangesa i zahvaća površinu od 360 km2. Dhaka je podijeljena na 49 thane (jedn. thana) kao upravne podjedinice: Lalbagh, Kotwali, Hazaribagh, Sutrapur, Ramna, Motijheel, Paltan, Dhanmondi, Mohammadpur, Tejgaon, Gulshan, Mirpur, Pallabi, Shah Ali, Turaag, Sabujbagh, Dhaka Cantonment, Demra, Shyampur, Badda, Kafrul, Kamrangir char, Khilgaon, Uttara itd. Sveukupno grad je podijeljen na 130 okruga i 725 mahala. Distrikt Dhaka ima površinu od 1.463,60 km2 s 18 305 671 stanovnika (stanje 2012.). Graniči s distriktima Gazipur, Tangail, Munshiganj, Rajbari, Narayanganj i Manikganj. Obilježje okoline Dhake je ravno i vlažno zemljište i tropska vegetacija. Zbog blizine mora, ona je vrlo izložena poplavama tijekom sezone monsuna koji donose obilne padaline i tajfune.

## Klima
Dhaka ima vrlo vruću, mokru i vlažnu tropsku klimu. Po Köppenovoj klasifikaciji klime, Dhaka ima tropsku savansku klimu. U gradu je razvidno izražena sezona monsuna, s godišnjim prosječnim temperaturama od oko 25 °C a mjesečni prosjeci variraju između 18 °C u siječnju i 32 °C u svibnju. Oko 87% prosječnih godišnjih padalina od 2.123 mm izlije se između svibnja i listopada. Povećanje onečišćenja zraka i vode uzrokovano prometnim gužvama i odlaganjem industrijskog otpada veoma je ozbiljna teškoća koja utječe na javno zdravlje i kvalitetu života u Dhaki. Vodene površine i močvarno područje oko Dhake suočeno je s uništavanjem jer se one zatrpavaju kako bi se dobilo mjesta za višekatnice i drugo zemljište za izgradnju nekretnina. Uz onečišćenje, erozija prirodnih staništa prijeti uništenjem velikog broja regionalnih biljnih i životinjskih vrsta.

### Parkovi i jezera
Postoji veliki broj parkova u gradu. Između ostalih ističu se park Ramna, Suhrawardy Udyan, Shishu, nacionalni botanički vrt Bangladeša, vrt Baldha, Chandrima Uddan, Gulshan i zoološki vrt Dhaka. Na ozemlju grada postoji i veliki broj jezera kao što su jezero "mladog mjeseca", jezero Dhanmondi, Baridhara-Gulshan, Banani, Uttara Thana i jezero Hatirjheel-Begunbari.
Hatirjheel-Begunbari je novo mjesto za rekreaciju stanovnika. Hatirjheel obuhvaća površinu od 320 akri (129 ha) i pretvoren je u mjesto održavanja svečanosti i festivala noću i opuštanja danju. Za realizaciju ovog projekta bili su angažirani između ostalih odsjek za građevinsko inženjerstvo Fakulteta inženjerstva i tehnologije Bangladeša, bangladeška vojska, odsjek za ceste i autoceste, lokalna vlast i mnogi drugi.

## Stanovništvo
Dhaka (područja pod gradskom upravom) ima oko 7 000 000 stanovnika. Procjenjuje se da u širem gradskom području živi oko 12 800 000 ljudi (podaci iz 2008.). Broj stanovnika raste za oko 4,2% godišnje, što je jedna od najviših stopa rasta među azijskim gradovima. Jedan od glavnih uzroka velikog rasta broja stanovnika je iseljenje iz ruralnih područja, na koje je tijekom 1960-ih i 1970-ih otpadalo oko 60% ukupnog porasta. Do porasta broja stanovnika dolazi i zbog širenja gradskih granica. Na taj način su 1980-ih gradu pripojena područja s više od milijun stanovnika. Časopis Dalekoistočni gospodarski pregled procjenjuje da će u Daki do 2025. živjeti oko 25 000 000 stanovnika.
Stopa pismenosti stanovništva je također u porastu. Prema procjeni iz 2001. stopa pismenosti je iznosila 62,3%, da bi do 2010. narasla na 72,7%, što je znatno više od državnog prosjeka od 56,5%.

## Gospodarstvo
Dhaka je trgovačko središte Bangladeša. Kupovna moć srednje klase je značajno veća nego u ostatku zemlje, što pogoduje razvoju tržišta luksuzne robe i robe široke potrošnje. U grad dolazi veliki broj migranata u potrazi za poslom. Veliki broj stanovnika je zaposlen u malim prodavaonicama i dućanima pored puta, zatim kao ulični prodavači, a u gradu ima i oko 400 000 vozača rikši. U tekstilnoj industriji je zaposleno oko 800 000 ljudi. Stopa nezaposlenoti je 19%. Prema podacima iz 2009., ukupni bruto domaći proizvod Dhake je iznosio 85 000 000 000 dolara. S projektiranom godišnjom stopom rasta od 6,2%, BDP bi do 2025. trebao narasti na 215 000 000 000 dolara. Godišnji dohodak po glavi stanovnika se procjenjuje na 1 350 dolara. Oko 34% kućanstava živi ispod granice siromaštva, uključujući veliki broj onih koji dolaze iz ruralnih područja u potrazi za poslom. Većina njih preživljava s manje od 5 dolara dnevno.
Glavne trgovačke zone grada su Motijhil, Dilkuša, Paltan, NJu market, Šahbag, Gulšan, Mohakhali, Karvan Bazar i Farmgejt, dok su Tejgaon i Hazaribag glavne industrijske zone. Bašundhara-Baridhara je gospodarska zona u izgradnji u kojoj će, kada bude dovršena, biti smještena visokotehnološka industrija, korporacije i veliki trgovački centri. U gradu postoje i dvije „izvozne zone“, koje su uspostavljene kako bi potaknule izvoz odjeće, tekstila i druge robe. U ovim zonama radi 413 tvornica koje zapošljavaju uglavnom žene.
U gradu se nalazi burza, kao i sjedišta mnogih multinacionalnih kompanija, međunarodnih nevladinih agencija, narodne banke Bangladeša i Banke Gramen koja je 2006. godine dobila Nobelovu nagradu za mir. Razvoj grada doveo je i do građevinskog buma, a izgradnja visokih zgrada i nebodera potpuno je izmijenila panoramu grada. Gospodarski rast posebno je izražen u granama financija, bankarstva, proizvodnje, telekomunikacija i u uslužnim sektorima, dok turizam, hoteli i restorani i dalje imaju važnu ulogu u gradskom gospodarstvu.

## Uprava
Općina Dhaka osnovana je 1. kolovoza 1864. godine i uzdignuta do statusa zajednice općina 1978. godine. Korporacija grada Dhake je samoupravna korporacija koja se bavi poslovima od značaja za grad. Nedavno (2011.) ova korporacija je podijeljena na dva upravna dijela: gradska korporacija sjever i gradska korporacija jug kako bi se kvalitetnije mogla pozabaviti uslugama za građane. Na čelu ove dvije korporacije su dva upravnika. Združena oblast je podijeljena na nekoliko okruga od kojih svaki ima izabranog upravnika. Obrazovni odbor je odgovoran za upravljanje svim javnim školama i većim brojem privatnih škola s iznimkom škola u kojima se nastava odvija na engleskom jeziku i medresama. Svim medresama u Bangladešu upravlja središnji odbor dok škole na engleskom imaju odvojene obrazovne i upravne strukture.
Metropolska policija Dhake (DMP) je osnovana 1976. godine i tada je zapošljavala 6 000 osoba raspoređenih u 12 policijskih postaja. Zbog brzog rasta grada, broj policajaca je narastao na 26 661, a broj policijskih postaja na 49.
Grad je podijeljen na 25 (stanje 2011.) parlamentarnih jedinica. Dvije najveće političke stranke su Awami Leage i Bangladeška nacionalistička stranka. U thani Ramna nalazi se tajništvo koje obuhvaća većinu ministarstava vlade. Vrhovni sud Bangladeša i Visoki sud Dhake također se nalaze u gradu. Palača Bangabhaban služila je kao rezidencija za visoke činovnike, prvo potkralja Indije (generalni guverner Indije), zatim guvernera Istočnog Pakistana a danas kao rezidencija predsjednika Bangladeša. Jatiyo Sangshad Bhaban je zgrada koju je projektirao arhitekt Louis Kahn, i sjedište je jednodomnog nacionalnog parlamenta. Nacionalna džamija Baitul Mukarram izgrađena je po uzoru na Kabu u Mekki. Drugi povijesni spomenici u gradu su, između ostalih, palača Bara Katra, tvrđava Lalbagh, Hoseni Dalan (prvobitno je služila kao imamska kuća) i palača Ahsan Manzil. Državna vlada je nedavno usvojila politiku za brzu urbanizaciju okolnih područja i izvan njih uvodeći desetogodišnje oslobađanje od poreza na dohodak na sve građevine i ustanove koje se izgrade izvan grada, a sve u svrhu smanjenja prometnih gužvi i prenaseljenosti.

## Promet
Dhaka je poznata kao svjetska prijestolnica rikši. Dnevno ih u gradu prometuje oko 400 000. Iako su relativno jeftine i zbog ljudskog pogona sličnog biciklu ne onečišćuju okoliš, rikše ipak izazivaju prometni kaos i u mnogim dijelovima grada su zabranjene. Javni autobusi voze po cijelom gradu, a javnim prijevozom pored privatnih kompanija i operatera upravlja i državna Bangladeška korporacija cestovnog prometa (BRTC).

## Gradovi prijatelji
- Guangzhou,  NR Kina
- Islamabad,  Pakistan
- Rijad,  Saudijska Arabija
- Teheran,  Iran